# Pavel Bém

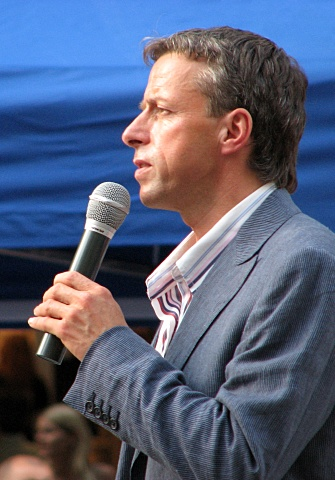
Pavel Bém

Pavel Bém (* 18. Juli 1963 in Prag) ist ein tschechischer Politiker und Arzt. 2002 bis 2010 war er Oberbürgermeister (Primátor) in Prag. 2010 bis 2013 war er Mitglied der tschechischen Abgeordnetenkammer. Er war von 2004 bis 2008 stellvertretender Vorsitzender der Partei ODS.

## Beruflicher Werdegang
Nach der Matura 1981 studierte Bém an der Karls-Universität bis 1987 Allgemeinmedizin. Seine Facharztausbildung absolvierte er bis 1990 im Fach Psychiatrie. Danach belegte er einen zweijährigen Kurs an der Johns Hopkins University (Baltimore, USA), der sich mit dem öffentlichen Gesundheitswesen, mit Pflegeorganisation und Pflegemanagement sowie mit der Koordination und Leitung von Antidrogenpolitik beschäftigte, wobei er letzteres in Prag fortsetzte. 1994 absolvierte er ein Aufbaustudium im Bereich Suchtprävention und Heilung von Suchtkrankheiten in Prag.
1987 nahm er eine Stelle als Oberarzt in einer psychiatrischen Anstalt in Mladá Boleslav an. 1988 wechselte er in die Alkoholentzugs-Abteilung der Klinik und 1990 in die allgemeine Fakultätsklinik in Prag. Hier war er leitender Arzt im Zentrum für Drogenabhängige. 1992 wurde er Direktor der Abteilung für seelisch Kranke und Drogenabhängige und leitete bis 1994 auch das Kontaktzentrum für Drogenabhängige. 1995 wurde er zum Generalsekretär gewählt, zuständig für die überparteiliche Antidrogen-Kommission.

## Politik
Ab 1996 arbeitete er für die tschechische Regierung und wurde Berater des Innenministers für die Antidrogenpolitik.
Er ist Mitglied der Demokratischen Bürgerpartei ODS und hatte von 2006 bis Ende 2008 den ersten stellvertretenden Parteivorsitz inne. Zwischen 1998 und 2002 war er Bürgermeister des Stadtteils Prag 6. Nach der Jahrhundertflut 2002 wurde er 2002 zum Primator der Hauptstadt Prag gewählt. Sein Politikstil gilt als ambitioniert, bodenständig und wird mit dem amerikanischer Politiker verglichen. Gegen Ende seiner Amtszeit als Prager Oberbürgermeister hatte Bém jedoch mit sinkenden Popularitätswerten zu kämpfen.
Am 7. Dezember 2008 scheiterte Bém mit dem Versuch, über eine Kampfabstimmung gegen Mirek Topolánek Parteivorsitzender der ODS zu werden. Hintergrund waren innerparteiliche Auseinandersetzungen über die Europapolitik. Bém gilt wie Staatspräsident Václav Klaus als Vertreter eines europaskeptischen Kurses.
Im Mai 2010 wurde Bém zum Mitglied des tschechischen Abgeordnetenhauses gewählt. Bei den Prager Stadtratswahlen im Oktober trat er nicht mehr als Spitzenkandidat an. Sein Nachfolger im Amt des Oberbürgermeisters wurde sein Parteifreund Bohuslav Svoboda.

### Korruptionsvorwürfe
Im März 2012 veröffentlichte Telefonmitschnitte brachten Bém unter Korruptionsverdacht. Er hatte sich als Prager Oberbürgermeister in wichtigen Entscheidungen bei einem befreundeten Lobbyisten rückversichert. Seitens der ODS wird die Forderung nach einem Mandatsverzicht sowie nach Parteiaustritt erhoben. Bém legte das Mandat nicht nieder, trat aber aus der Fraktion der ODS aus und ließ seine Mitgliedschaft in der Partei ruhen. Am 18. Januar 2013 wurde Bém wieder in die ODS aufgenommen.

## Persönliches
Bém ist Alpinsportler und Extremkletterer, er widmete sich dabei unter anderem den Seven Summits. Am 18. Mai 2007 bezwang er als 10. Tscheche den Mount Everest. Den Großteil seiner Touren absolvierte Bém ohne zusätzlichen Sauerstoff, wobei er am höchsten Gipfel der Erde aus Zeitgründen ab 8000 m Sauerstoffflaschen zu Hilfe nahm.